# Cyprien Richard
Cyprien Richard (Thonon-les-Bains, 27 januari 1979) is een Frans voormalig alpineskiër. Hij vertegenwoordigde zijn vaderland op de Olympische Winterspelen 2010 in Vancouver.

## Carrière
Richard maakte zijn wereldbekerdebuut in december 2000 in Val d'Isère. Zeven jaar na zijn debuut scoorde hij in Beaver Creek zijn eerste wereldbekerpunten. In maart 2008 behaalde Richard in Kranjska Gora zijn eerste toptienklassering, een week later stond de Fransman, tijdens de wereldbekerfinale in Bormio, voor de eerste maal op het wereldbekerpodium. In Val d'Isère nam Richard deel aan de wereldkampioenschappen alpineskiën 2009, op dit toernooi wist hij niet te finishen op de reuzenslalom. Tijdens de Olympische Winterspelen van 2010 in Vancouver viel de Fransman uit in de tweede run van de reuzenslalom, nadat hij zevende stond na de eerste run.
Op 8 januari 2011 boekte Richard in Adelboden zijn eerste wereldbekerzege, de winst moest hij echter wel delen met de Noor Aksel Lund Svindal. Op de wereldkampioenschappen alpineskiën 2011 in Garmisch-Partenkirchen veroverde de Fransman de zilveren medaille op de reuzenslalom, samen met Taïna Barioz, Anémone Marmottan, Tessa Worley, Gauthier de Tessières en Thomas Fanara sleepte hij de wereldtitel in de wacht in de landenwedstrijd.

## Resultaten

### Olympische Spelen
| Jaar | Plaats    | Resultaten       |
| ---- | --------- | ---------------- |
| 2010 | Vancouver | DNF Reuzenslalom |

### Wereldkampioenschappen
| Jaar | Plaats      | Resultaten          |
| ---- | ----------- | ------------------- |
| 2009 | Val d'Isère | DNF Reuzenslalom    |
| 2011 | Garmisch-P. | Reuzenslalom · Team |
| 2013 | Schladming  | 19e Reuzenslalom    |

### Wereldbeker

#### Eindklasseringen
| Seizoen   | Algm | RS    |
| --------- | ---- | ----- |
| 2007/2008 | 54e  | 11e   |
| 2008/2009 | 57e  | 15e   |
| 2009/2010 | 45e  | 11e   |
| 2010/2011 | 26e  | Brons |
| 2011/2012 | 42e  | 8e    |
| 2012/2013 | 71e  | 23e   |
| 2013/2014 | 63e  | 24e   |
| 2014/2015 | 116e | 32e   |
| 2015/2016 | 91e  | 33e   |

#### Wereldbekerzeges
| Datum          | Plaats    | Onderdeel    |
| -------------- | --------- | ------------ |
| 8 januari 2011 | Adelboden | Reuzenslalom |